# Hermissenda crassicornis
Hermissenda crassicornis (Eschscholtz, 1831) è un mollusco nudibranchio della famiglia Myrrhinidae.